# Гліптика

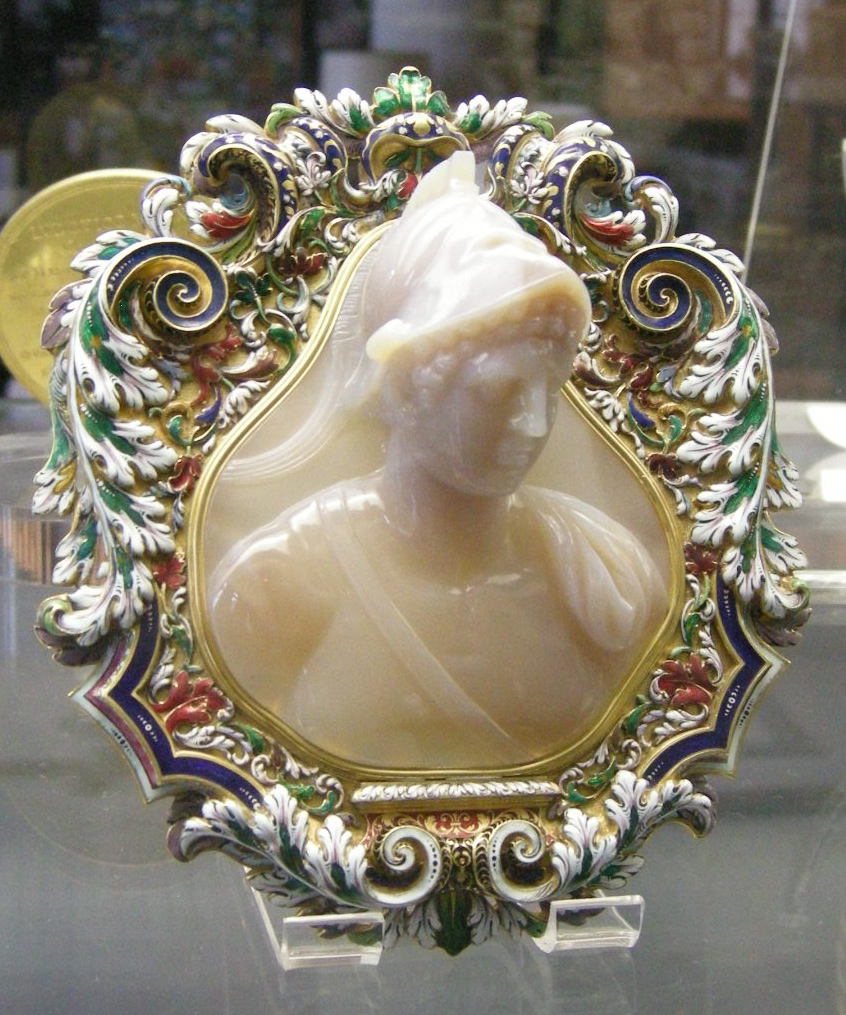
Камея із зображенням Александра Македонського, халцедон, Кабінет медалей, Париж

Глі́птика (від грецького glypho — вирізати; рос. глиптика, англ. glyptois, нім. Glyptik f) — мистецтво різьблення на кольорових і дорогоцінних каменях, геммах. Одне з найдавніших мистецтв.
Майстерністю різьблення вражають уже єгипетські, шумерські, вавилонські, ассирійський геми. Особливо виділяються своєю красою і вишуканістю виконання різьблені камені Стародавньої Греції та Італії. Тут зародилася специфічна виразна мову гліптики, яка поєднала у мініатюрних творах красу чистих тонів мінералів і віртуозну різьбу. Часом точну і графічно завершену, часом м'яку і тендітну.
До кінця IV століття до н. е. стародавній світ знав лише один вид гем — інталії, виконували на відбитках у м'якій глині або воску опуклі дзеркальні зображення. Тільки в епоху еллінізму майстра гліптики, поряд з печатками-иінталіями, починають вирізати рельєфні камеї. І якщо розкішні багатобарвні камеї з їх ефектним колоритом і пластикою є пам'ятками своєрідного живопису в камені, то більш скромні одноколірні иінталії ближче до графіки. Для створення і тих, й інших гем потрібно нескладне обладнання: верстат з приводом, набір різців і обов'язково абразиви, так як мінерали використовувались настільки тверді (агат, сердолік, гранат, гематит, сардонікс), що металевий інструмент не міг залишити на них навіть подряпин.
Особлива складність різьблення иінталій, крім їх мініатюрності, полягала в тому, що майстер постійно повинен був враховувати протилежне зображення. Покриту абразивним матеріалом, поглиблену, дзеркальну, інталію було необхідно час від часу чистити і робити пробні відбитки. Створення гем було дуже довгою і кропіткою справою. Але натомість твердість мінералів зробила геми дійсно вічними. Дійшовши через століття до наших днів, вони часом постають перед нами такими, немов руйнівний час їх зовсім не торкнувся.
Різноманітні сюжети античних гем. У них знайшли відображення багато сторін матеріальної і духовного життя античного світу: релігія і політика, література і театр, одвічні людські відносини і побут. Іноді мініатюрні зображення є єдиним джерелом знайомства з життям стародавнього світу. Особливо цінні в них відтворення назавжди втрачених шедеврів грецького живопису й пластики.
Цікава історія багатьох зберігається в російських музеях, головним чином в Ермітажі, камей. Колекціонування античних каменів було предметом особливих турбот імператриці Катерини II. Свою пристрасть до їх збирання вона жартівливо називала «камейной хворобою». Найзначніше придбання імператриці було зроблено в 1787 році, — збори герцога Орлеанського, одна із найвідоміших колекцій Європи. Саме з цього зібрання відбуваються знамениті пізніше-елліністичні камеї «Жертва Приапу» і «Афродіта з орлом». У 1814 році колишня імператриця Франції Жозефіна дарує Олександру I «Камею Гонзага», а в 1850 році Е. І. Голіцина заповідає Миколі I камею з головою Зевса.
З раннього Середньовіччя гліптика стає невід'ємною частиною християнської культури. Найцікавіші зразки різьблення по каменю ми знаходимо в православному мистецтві. Різьблені зображення Спасителя, Божої Матері і Святих стали невід'ємною частиною архієрейських обладунків, які часто використовуються як вставки в панагіях і митрах. Основним каменем, використовуваним в культових предметах, є лазурит.
Найкращі традиції старовини відродили сучасні майстри-каменярі. Вони освоїли технологію обробки таких «непростих» у роботі каменів, як топаз, берил, смарагд і аметист. Чудові зразки каменярної творчості російських майстрів можна було побачити на щорічній виставці-ярмарку «Симфонія Самоцвітів», який регулярно проводиться в Москві Державним геологічним музеєм ім. В. І. Вернадського.